# Триполис (Турция)
Триполис — античный город, расположенный в 44 км к северу от г. Денизли и всего в 1 км от деревни Еницекент в Турции. Триполис был изначально создан с целью обороны, но впоследствии в Римском периоде был реставрирован и превратился в процветающий город.
В I веке до нашей эры Триполис стал известен своими тиранами, такими как Дионисий, Птоломей и Лисаний. Они играли значительную роль в политической и социальной жизни города. Однако, как и другие города в долине Ликос (например, Хиераполис, Лаодиция, Колосси), Триполис страдал от землетрясений и войн между турками и Византией.
Множество разрушительных землетрясений и военных конфликтов привели к тому, что жители Триполиса покинули город. Изначально процветающий и оживленный, он стал заброшенным и запущенным.
Сегодня Триполис является историческим и археологическим наследием Турции. Развалины древнего города привлекают множество туристов и археологов со всего мира, интересующихся его историей и уникальной архитектурой. Также они являются важным источником информации для исследования античной культуры и образа жизни в регионе.

## Достопримечательности
Большинство построек, видимых в Триполисе, относятся к римскому и византийскому периодам. Исключение составляет курган, расположенный в 2,5 км к северо-западу, из которого происходят фрагменты керамики и каменных орудий времен от энеолита (медного века) до позднего бронзового века, т. е. периода 4000-1200 лет до н. э.
Городские стены, окружающие Триполис, относятся к византийскому периоду. Участок стен с восточной стороны был построен на рубеже IV и V веков нашей эры, первоначальная длина этих укреплений составляла более 1800 метров. В настоящее время над землей видны небольшие участки стен, достигающие высоты более 6 метров и ширины 2,5 метра. Для возведения этих стен использовались каменные блоки, кирпичи и фрагменты старых построек Триполиса, в том числе колонны и их капители, фризы и основания статуй.
С западной стороны город был защищен стенами, построенными во времена поздней Византийской империи. Часть их размером 1200 метров сохранилась по наши времена. К тем же периодам относится и крепость с круглой башней, возвышающаяся над Триполисом. Эти укрепления были линией обороны от турецких нашествий в 13 веке.
В город вели двое главных ворот, называемых Воротами Иераполя и Воротами Филадельфии, со стороны проходящих через них дорог. Ворота Иераполя на южной стороне города были построены в середине II века нашей эры и представляли собой мраморную арку, поддерживаемую колоннами из травертина. В настоящее время они почти полностью разрушены и заросли кустарником. Ворота Филадельфии находились с западной стороны, и к ним можно было добраться по дороге из Фиатиры через Сарды и Филадельфию.
Во времена расцвета города ворота состояли из шести столбов, поддерживающих две арки. До наших времен дожил только один из столбов высотой 7,65 метра, который недавно подвергся консервации и обновлению. Кроме того, в Триполисе в хорошем состоянии сохранились двое ворот, расположенных на улице с колоннадой. Одни из них пересекали путешественники со стороны Иераполиса, а другие вели к позднеримской Агоре.
Город был спланирован так, что его основные пути сообщения пересекались под прямым углом — по отношению к улице с колоннадой длиной 450 метров, а ее первоначальная ширина составляла 10 метров. Городские стены, построенные в V веке н. э. вдоль этой улицы, с северной стороны сузили ее до 7 метров. Улица вымощена травертиновыми плитами, а с ее южной стороны имеется портик шириной 8 метров. Полы портика были украшены разноцветной мозаикой, от которой, к сожалению, сохранились лишь небольшие фрагменты. Вдоль портика раньше было 13 колонн, поддерживающих его деревянную кровлю. До нашего времени сохранилось всего 6 колонн. Вдоль улицы археологи также выявили шесть комнат, которые, скорее всего, использовались как магазины.
Улицу с колоннадой пересекает улица Иераполис, идущая с севера на юг. Обе коммуникационные артерии были построены одновременно в римский период. Улица Иераполиса была обнаружена археологами лишь частично. Она была облицована травертиновыми плитами, под которыми проходили канализационные трубы, выводившие из города отходы и дождевую воду. В месте, где пересекаются главные улицы города, находился нимфей, называемый Фонтаном Орфея. Он стоял на мраморной платформе, а его стены были облицованы ониксом и белым мрамором. Вода в фонтан подавалась по терракотовым трубам из водохранилища восточнее улицы с колоннадой.
На данный момент в Триполисе идентифицированы две агоры. Первая – это агора с арками, расположенная на северной стороне улицы с колоннадой. Ее площадь составляет около 1000 квадратных метров. Сегодня, как и многие другие строения в городе, она засыпана землей. По видимым на поверхности фрагментам можно сделать вывод, что она была окружена рядами арок, опиравшихся на столбы. Вторая агора относится к позднему римскому периоду. Сохранились принадлежащие ей восточный и западный портики.
С трех сторон Триполиса были кладбища. Тип захоронения зависел от рельефа местности. В некрополе на северной стороне холма большая часть гробниц была высечена в скале. В северо-восточном некрополе преобладают саркофаги, а с юго-восточной стороны - гробницы с бочкообразными сводами ранневизантийского периода. В Триполисе было как минимум две бани, обе II века н. э. Большие бани, расположенные у западного входа в город, состояли из комнат, расположенных в направлении с запада на восток. К северу от этих бань находилась гимназия. Театральные бани стояли, как следует из их названия, рядом с театром, и планировка их помещений была ориентирована с севера на юг. Рядом с этими банями были обнаружены цистерны, состоящие из четырех помещений, в которые набиралась вода для нужд бань.
Сам театр в Триполисе стоял на естественном склоне холма с уклоном в 50 градусов. По оценкам, в аудитории могли сидеть до 8000 человек. Большая часть театра еще не открыта, но проведенные исследования показывают, что здание было возведено во 2 веке нашей эры. Помимо театра жители Триполиса могли пользоваться стадионом, на котором проводились спортивные и культурные мероприятия. Стадион располагался на северо-западной стороне города, за пределами оборонительных стен. Беговая дорожка стадиона в настоящее время находится под 3-метровым слоем земли. Видны сиденья с западной трибуны, места с восточной стороны повреждены.
Здание городского совета, или булевтерион, стояло в центре Триполиса. Он построен из каменных блоков, а его размеры составляют 64 на 44 метра. В настоящее время над уровнем земли видны только некоторые стены этого сооружения. Кроме того, в Триполисе были найдены остатки четырех церквей ранневизантийского периода, украшенных цветными фресками. Последней археологической находкой в Триполисе стал хорошо сохранившийся крытый базар. Это сооружение уникально для древних городов Средиземноморья. Здание рынка находится в отличном состоянии, так как на протяжении многих веков было полностью скрыто под землей.